# Non nobis Domine, non nobis, sed nomini tuo da gloriam

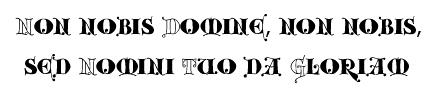
Motto latino dei cavalieri templari: "Non a noi, non a noi Signore da' gloria, ma al nome tuo" (salmo della Bibbia CEI; salmo della Bibbia Diodati)

Non nobis Domine, non nobis, sed nomini tuo da gloriam è il motto dei Cavalieri templari dell'Ordo Templi e significa: "Non a noi, o Signore, non a noi, ma al tuo nome da' gloria".

## Descrizione
Il testo è la traduzione dei versetti mediani del Salmo 113 (Antica Vulgata) o dell'"incipit" del Salmo 115 (secondo la numerazione ebraica) 114 della Bibbia ed è anche inciso su una fascia di basamento che occupa l'intera larghezza della facciata di Ca' Vendramin Calergi sul Canal Grande a Venezia. Questa stessa scritta è riportata anche sulle finestre della facciata di Palazzo Zabarella a Padova e sul basamento del campanile parrocchiale di Santa Barbara di Mestre (2001). La sola scritta Non nobis domine non nobis è incisa su una lapide incastonata nella facciata lato lago di Garda del Municipio di Salò (BS). La scritta si trova anche sul parapetto al secondo piano del Palazzo Pes di Villa Marina, sede dell’Ufficio Beni Culturali della Diocesi di Tempio-Ampurias e del Sistema Museale Integrato, a Tempio Pausania (SS). Anche nei Musei Vaticani, nelle stanze di Raffaello, si trova questa scritta sulla cornice del quadro La Battaglia di Vienna, del pittore polacco Jan Matejko. Quest'opera si trova nella sala intitolata a Jan Sobieski . Infine anche all'interno del cortile esterno presso la chiesa Santa Maria delle Grazie a Milano la scritta è incisa su una lastra che si affaccia sul giardino ed anche su uno degli accessi alla galleria Rosazza presso il Santuario di Oropa (BI).

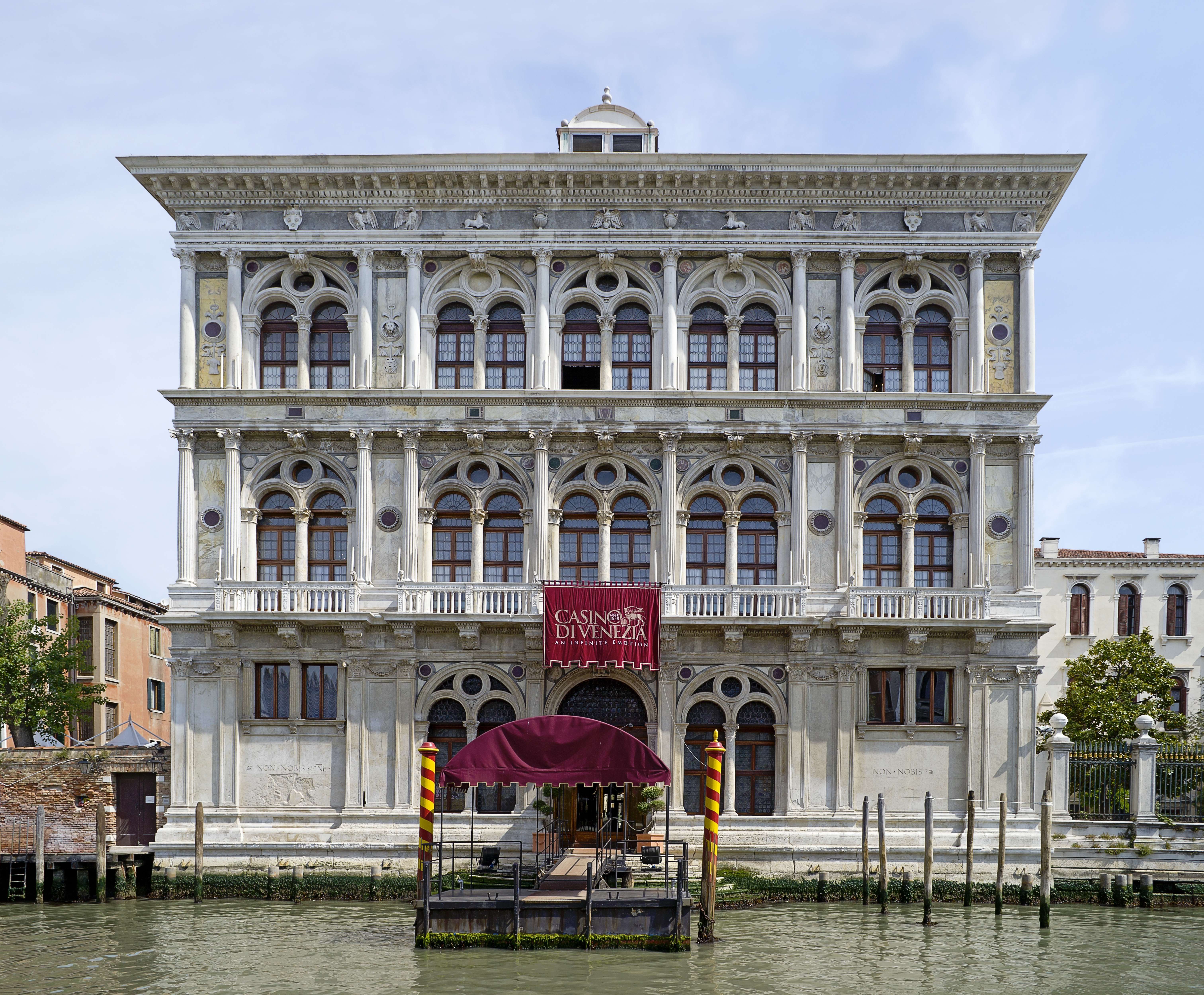
Il motto sulla facciata di Palazzo Vendramin Calergi, Venezia

La stessa iscrizione appare sulla facciata di un palazzetto costruito nel 1530 nel Largo Cavour di Venosa (Pz) è incisa su due lastre sopra il portale, subito dopo altra scritta col nome e data del costruttore; in questo caso però all'iscrizione segue la data 1708.
La sola frase iniziale Non nobis domine fu scelta come motto del cardinale Giuseppe Siri. Il vescovo fiammingo Reginaldus Cools scelse come motto le sole parole Non nobis.

## Nella cultura popolare
Questo versetto è stato musicato e reso popolare dal compositore scozzese Patrick Doyle per il film Enrico V (Henry V), di Kenneth Branagh (1989), fedele messa in scena del dramma storico di William Shakespeare.